# Dumfries Museum

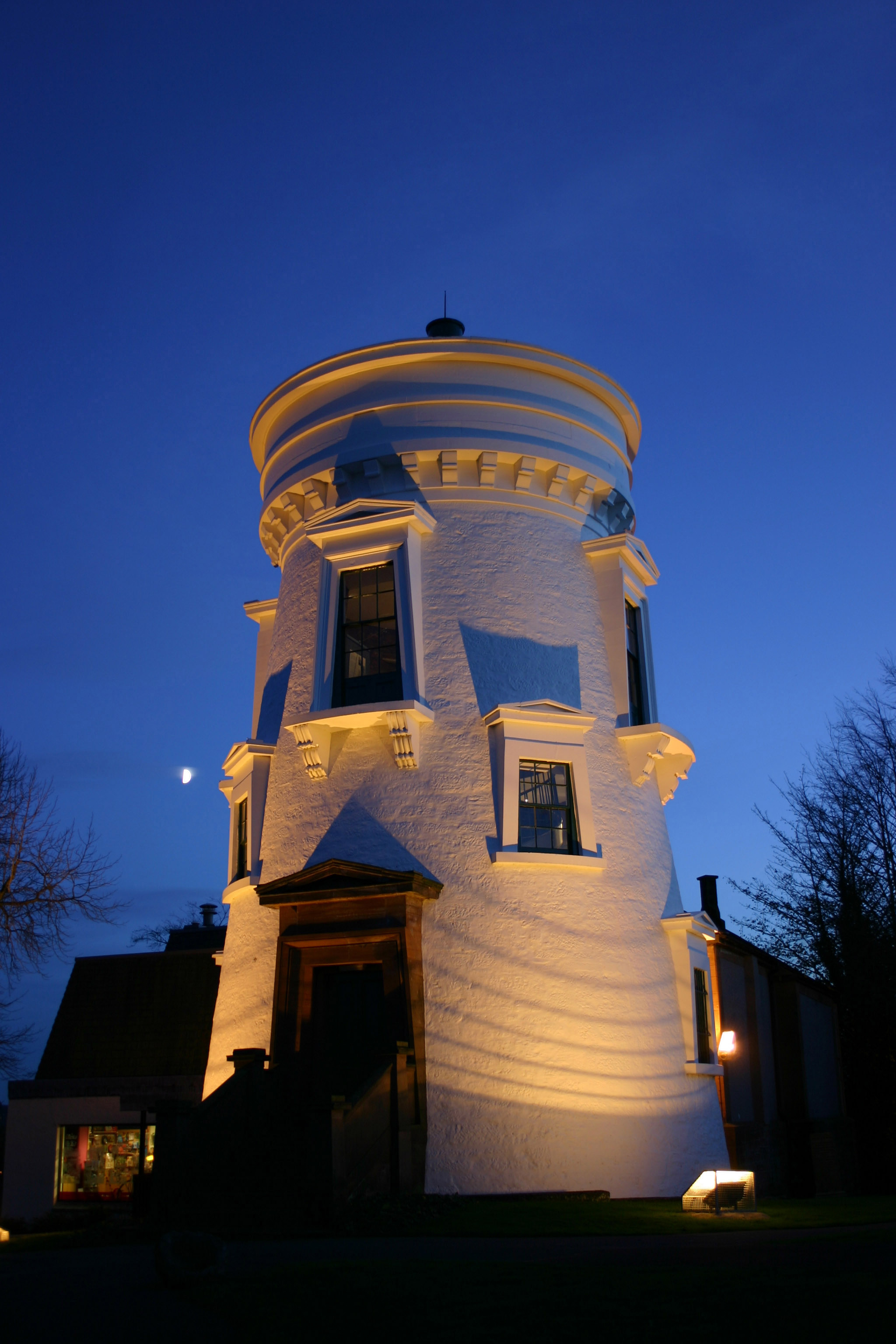
Dumfries Museum

Das Dumfries Museum ist ein Museum und ehemaliges Observatorium in der schottischen Stadt Dumfries in der Council Area Dumfries and Galloway. 1961 wurde das Bauwerk in die schottischen Denkmallisten in der höchsten Denkmalkategorie A aufgenommen. Das Museum liegt an der Einmündung der Rotchell Road in die Church Street in den zentrumsnahen Stadtteilen westlich des Nith.

## Geschichte
In den 1830er Jahren wurde die Einrichtung eines Observatoriums in Dumfries beschlossen. Dieses sollte zum Eintreffen des Halleyschen Kometen 1835 fertiggestellt sein. Auf Grund von Verzögerungen verschob sich die Eröffnung jedoch bis in den August 1836. Das Observatorium wurde in einer ehemaligen Turmwindmühle eingerichtet, die wahrscheinlich um 1790 erbaut wurde. Nach der Einrichtung einer Wassermühle war sie zuvor obsolet geworden. Südlich des Turms wurde später ein modernes Gebäude hinzugefügt.

## Sammlung
Das Museum zeigt regionalgeschichtliche Exponate beginnend bei Fossilien über neolithische Äxte, römische und keltische Fundstücke bis hin zu mittelalterlichen Werkzeugen. Darauf aufbauend sind Exponate aus der Zeit der Industrialisierung sowie eine Sammlung historischer medizinischer Werkzeuge und das erste Pedalfahrrad ausgestellt. Neben der Besiedlungsgeschichte des Nithsdales und des Nordufers des Solway Firth liegt ein Fokus auf der im ehemaligen Observatorium installierten Camera Obscura. Diese wurde zusammen mit dem Teleskop im Jahre 1836 installiert und ist heute das älteste funktionstüchtige Exemplar der Welt. Mit Ausnahme der Besichtigung der Camera Obscura ist der Eintritt kostenfrei. Im Dumfries Museum befindet sich auch das Archiv des deutschen Amateurarchäologen Werner Kissling (1895–1988).